# Míšov
Míšov (deutsch Mischau) ist eine Gemeinde in Tschechien. Sie liegt neun Kilometer östlich von Spálené Poříčí im Brdywald und gehört zum Okres Plzeň-jih. Die Katasterfläche beträgt 988 ha.

## Geographie
Míšov befindet sich in 620 m ü. M. am Bílý potok im westlichen Teil des Brdywaldes. Durch den auf einer Waldlichtung gelegenen Ort führt die Staatsstraße 19 zwischen Pilsen und Rožmitál pod Třemšínem.
Im Norden wird Míšov vom Gelände des Truppenübungsplatzes Brdy umgeben. Dort liegen auch in drei Kilometer Entfernung nach Nordost die beiden Paderter Teiche (Padrťské rybníky) und die Ruinen des Benediktinerklosters Teslíny.
Nach Süden liegen die Berge Nad Maraskem (800 m) und der Kobylí hlava (756 m) mit der Burgruine Hengst. Nachbarorte sind Teslíny im Osten, Planiny im Südwesten, Borovno und Dolní Borovno im Westen sowie Číčov und Hořice im Nordwesten.

## Geschichte
Die erste urkundliche Erwähnung von Míšov, das im Zuge der Kolonisation des Brdywaldes durch die Rosentaler entstand, stammt aus dem Jahre 1349. Während der Hussitenkriege wurde das Dorf verwüstet und aufgelassen.
Die Wiederbesiedlung von Míšov erfolgte nach Errichtung einer Glashütte zum Ende des 17. Jahrhunderts als Siedlung für die Hüttenarbeiter. Zu Beginn des 18. Jahrhunderts errichtete Graf Václav Hynek Vratislav z Mitrovic den Herrenhof Bělohrad am nördlichen Ende von Míšov.
Míšov wuchs schnell und es entstand ein Ober- und ein Unterdorf. 1788 bestand die Siedlung aus 26 Häusern, in denen 257 Menschen lebten. 1843 hatte das Dorf schon 322 Einwohner und die Zahl der Häuser war auf 40 angewachsen.
Im Kalten Krieg befand sich nordwestlich von Míšov ein Bunker mit atomaren Kurzstreckenraketen. Dieser ist heute als einzige Einrichtung solcher Art des ehemaligen Ostblocks als Museum zugänglich.

## Sehenswürdigkeiten
- Ruinen des Benediktinerklosters Teslíny auf dem Truppenübungsplatz Brdy
- Paderter Teiche auf dem Truppenübungsplatz
- Ruinen der Burg Hengst
- Naturdenkmal Míšover Buchen, dort befindet sich auch eine Weißtanne, die in 1,30 m Höhe einen Stammumfang von 3,65 m aufweist

## Gemeindegliederung
Für die Gemeinde Míšov sind keine Ortsteile ausgewiesen. Zur Gemeinde gehören die Weiler und Einschichten Bělehrad (Welehrad), Huť und Míšovský Domek.